# Purpur-Rotalge
Die Purpur-Rotalge (Porphyridium purpureum, Syn.: Porphyridium cruentum), ist eine Art der Rotalgen aus der Ordnung der Porphyridiales. Sie wird industriell und pharmazeutisch genutzt.

## Beschreibung
Die Art bildet schwarzrote bis karminrote, bis tellergroße und häutig-schleimige Gallert-Lager. Die Einzelzellen sind 7 bis 12 Mikrometer groß, kugelig bis polygonal und braunrot bis rot. Sie besitzen je einen großen Chloroplasten mit morgensternartigen Strahlen, die an der Zellwand breiter werden, und einem zentralen Pyrenoid. Als Reservestoff wird Florideenstärke gebildet, die außerhalb des Chloroplasten akkumuliert wird. Die Chloroplasten sind durch Carotinoide und Phycoerythrin rot gefärbt.

## Vorkommen
Porphyridium purpureum ist ganzjährig an schattigen, feuchten Stellen in der Nähe von Gewässern, in Mauerecken und am Fuß von alten Bäumen anzutreffen. Sie kommt häufig vor.

## Systematik
Porphyridium purpureum wurde 1797 von Jean Baptiste Bory de Saint-Vincent unter dem Namen Phytoconis purpurea erstbeschrieben. Kathleen Mary Drew-Baker und Robert Ross stellten die Art 1965 in die Gattung Porphyridium.
Weitere Synonyme sind unter anderem Porphyridium cruentum (S.F.Gray) Nägeli und Porphyridium marinum Kylin.

## Verwendung
Porphyridium purpureum gehört zu den wenigen bereits kommerziell genutzten Mikroalgenspezies. Extrakte aus meist in hochwertigen Photobioreaktoren produzierten Mikroalgen dieser Art werden wegen ihrer hautschützen Eigenschaften in Algenkosmetik eingesetzt.